# Терешполь (гміна)
Гміна Терешполь (пол. Gmina Tereszpol) — сільська гміна у східній Польщі. Належить до Білґорайського повіту Люблінського воєводства.
Станом на 31 грудня 2011 у гміні проживало 3985 осіб.

## Площа
Згідно з даними за 2007 рік площа гміни становила 144.03 км², у тому числі:
- орні землі: 25.00%
- ліси: 71.00%

Таким чином, площа гміни становить 8.58% площі повіту.

## Населення
Станом на 31 грудня 2011:
| Опис     | Загалом | Загалом | Чоловіки | Чоловіки | Жінки | Жінки |
| -------- | ------- | ------- | -------- | -------- | ----- | ----- |
| одиниця  | осіб    | %       | осіб     | %        | осіб  | %     |
| все      | 3985    | 100     | 2033     | 51.02    | 1952  | 48.98 |
| міське   | 0       | 100     | 0        |          | 0     |       |
| сільське | 3985    | 100     | 2033     | 51.02    | 1952  | 48.98 |

## Сусідні гміни
Гміна Терешполь межує з такими гмінами: Александрув, Білґорай, Юзефув, Радечниця, Звежинець.